# 港鐵（澳門）
港鐵軌道營運（澳門）有限公司，簡稱港鐵（澳門），為香港鐵路有限公司的全資附屬公司。

## 概要
在澳門輕軌建設時，澳門政府曾于2009年、2012年、2016年三次將澳門輕軌氹仔線的管理及技術援助外判外國的合營公司。2016年，澳門政府與該家外國公司外判合約結束後將把澳門輕軌的管理及技術援助服務外判給港鐵，為期兩年。
2018年4月11日，港鐵澳門獲澳門政府委託「協助澳門輕軌系統氹仔線的營運及維護服務」。整項服務包括澳門輕軌氹仔線通車前測試及啟用系統、組成營運團隊和開展職前培訓、首五年營運，以及列車、信號系統及基建設施的維修保養，合約總值57.1億港元。
2023年11月27日，澳門輕軌股份有限公司宣佈作為氹仔線跨海延伸至澳門半島段的媽閣站延線於12月8日通車營運。11月29日，運輸工務司司長羅立文列席立法會2024年度運輸工務範疇施政方針辯論，有議員關注澳門特別行政區政府與港鐵公司簽署輕軌營運五年合同將於2024年底到期，如何藉此節省資源，發揮更大效益？羅立文表示，合同判給金額為58.8億元，強調2024年結算時一定會少於50億元，該50億元已包括媽閣站，不會因媽閣站需要增加金額。
2024年4月1日起，澳門輕軌大部分運營及維修工作移交至澳門輕軌股份有限公司直接負責。對於部分從港鐵（澳門）員工反映輕軌公司在轉換新合同後不承認其在港鐵服務的年資，亦有員工在非自願的情況下簽署自願離職港鐵（澳門）的協議書，沒有得到年資解僱補償。澳門輕軌股份有限公司於同年3月下旬回應指已關注有關情況，並已多次要求港鐵（澳門）必須遵守《勞動關係法》的規定，妥善處理其與合約人員的勞資問題，同時要求港鐵（澳門）應向員工清晰解說，做好退場機制；輕軌公司同時表示從未要求相關人員在應聘輕軌公司的職位時，簽署任何非輕軌公司發出的附帶文件，截至2023年下半年已有109名原在港鐵（澳門）工作的職員入職輕軌公司，同時設有專門講解會、查詢渠道使相關員工查詢後獲得適切的回應及跟進。該公司隨後發出新聞稿澄清立場，表示該公司一直竭力支持並配合輕軌公司自2021年第三季度起分批接管部分職能及相關的澳門員工的要求；又曾向輕軌公司提出有關轉職員工之公積金計算和工作年資等事宜之建議，另外又提到員工轉職至輕軌公司均嚴格遵循澳門相關的法律法規。新聞稿最後更指出就澳門輕軌營運所產生的開支不能作出單方批准，暗指其開支審核涉及其他方參與。至4月上旬已有超過400名原港鐵（澳門）人員於4月1日入職澳門輕軌股份有限公司，至於營運及維護服務合同於同年12月完結。